# Johann Friedrich Kleuker

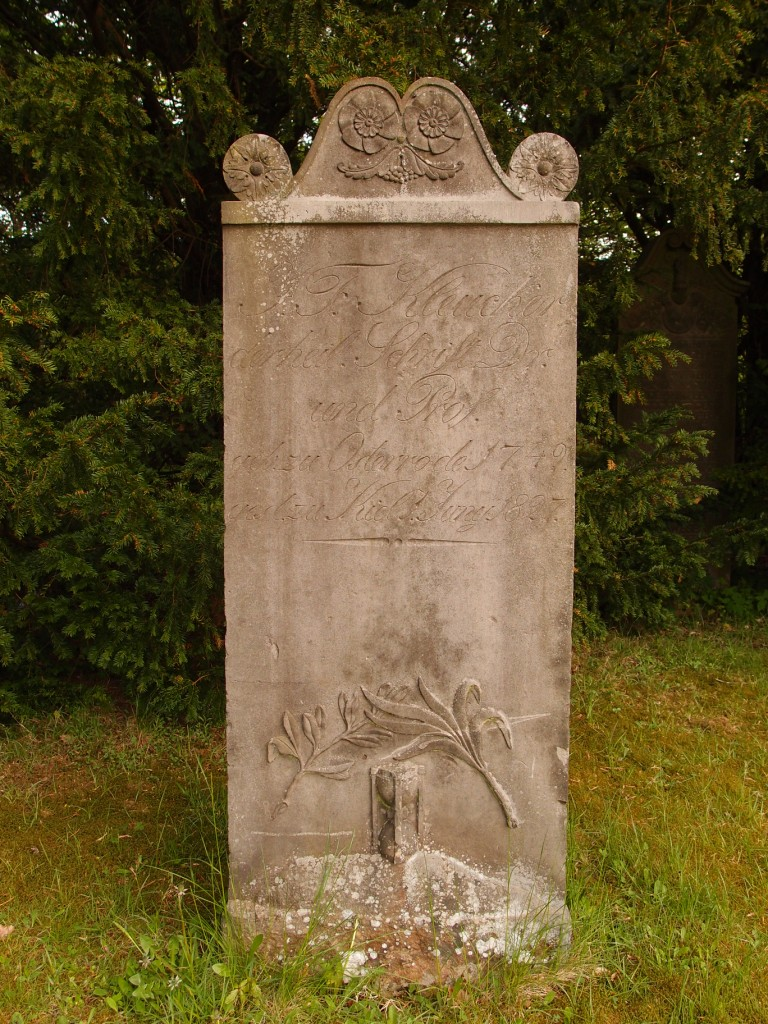
Grabstein von Johann Friedrich Kleuker, Parkfriedhof Eichhof, Kiel

Johann Friedrich Kleuker (* 24. Oktober 1749 in Osterode am Harz; † 1. Juni 1827 in Kiel) war ein deutscher evangelischer Theologe und Hochschullehrer.

## Leben
Als Sohn eines Kamelottwebers studierte Kleuker ab 1770 Theologie, Philologie und Philosophie an der Georg-August-Universität Göttingen. Ab 1773 arbeitete er als Hauslehrer in Bückeburg, wo er die Bekanntschaft mit Johann Gottfried Herder machte. Herder vermittelte Kleuker 1775 die Stelle eines Prorektors in Lemgo. 1778 wurde er Gymnasialrektor in Osnabrück. Dort lernte er Justus Möser kennen, dessen Nichte Klara Auguste von Lengerke Kleuker 1784 heiratete.
Von 1778 bis 1786 veröffentlichte er Übersetzungen der Dialoge Platons ins Deutsche in vier Bänden.
Mit Hilfe seiner Freunde Friedrich Heinrich Jacobi und Friedrich Leopold zu Stolberg-Stolberg sowie durch eine Vermittlung des Grafen Friedrich Karl von Reventlow erhielt Kleuker 1798 eine Professur für Theologie an der Christian-Albrechts-Universität Kiel. Er wurde zum Ordinarius für Altes Testament und Neues Testament ernannt, ohne dass ein solcher Lehrstuhl an der Universität frei war. Die Berufung wurde vom pietistischen Emkendorfer Kreis gefördert;  denn Kleuker sollte als Vertreter des Supranaturalismus den in Kiel herrschenden Theologischen Rationalismus zurückzudrängen:
Seit 1791 hatte Johann Otto Thieß (1762–1810) als ein Vertreter der rationalistischen Richtung an der Kieler Universität eine Theologieprofessur inne. Mit seinem Buch Jesus und die Vernunft löste Thieß 1794 eine offene Auseinandersetzung zwischen den beiden Lagern aus. Hieran beteiligte sich als ein Gegner der Rationalisten auch der Generalsuperintendent von Holstein, Johann Leonhard Callisen. Zur gleichen Zeit gab es Debatten um eine neue Schleswig-Holsteinische-Kirchen-Agende, die Jakob Georg Christian Adler, der Generalsuperintendent von Schleswig, erarbeitet hatte und die 1797 veröffentlicht wurde. In diesen Konflikten gelang es Johann Friedrich Kleuker nicht, in Kiel eine vermittelnde Position zu übernehmen. Seine Bedeutung lag schließlich vor allem in der Weiterentwicklung der vergleichenden Religionswissenschaft und in der Apologetik. Einfluss übte er insbesondere auf den Pastoraltheologen Claus Harms aus. 1810/11 war er Rektor der Universität im Herzogtum Holstein.
Kleuker verfügte über eine umfangreiche Privatbibliothek. Hinsichtlich seiner Forschungs- und Interessensgebiete wurde Kleuker mit dem Theologen Johann Friedrich von Meyer verglichen. Trotz dieser Vielfalt gründete Kleukers theologische Apologetik im Supranaturalismus, der sein Denken beeinflusste.

## Veröffentlichungen
- Deutsche Übersetzung des Werkes von Abraham Hyacinthe Anquetil-Duperron: Zend-Avesta, ouvrage de Zoroaster. Paris 1771. Drei Bände. Hartknoch, Riga 1776–1778. Überarbeitete Neuauflage der Kleuker-Ausgabe unter dem Titel Das Zend-Avesta, hg. v. Ulrich Hannemann, Weißensee-Verlag, Berlin 2011, ISBN 3-89998-199-5
- Magikon oder das geheime System einer Gesellschaft unbekannter Philosophen. 1784. Nachdruck bei Ansata, Schwarzenburg 1980.
- Salomonische Denkwürdigkeiten. Als Anhang das Buch der Weisheit übersetzt und durch Anmerkungen erläutert. Hartnoch, Riga 1785.
- Neue Prüfung und Erklärung der vorzügliche Beweise für die Wahrheit und den göttlichen Ursprung des Christenthums, wie der Offenbarung überhaupt. Hartnoch, Riga 1787 u. 1789.
- Zend-Avesta im Kleinen. Das ist Ormuzd's Lichtgesetz oder Wort des Lebens an Zoroastre. Hartnoch, Riga 1789. Nachdruck: Kessinger Pub, 2009 ISBN 978-1-120-05637-5
- Des Quintus Septimius Florens Tertullianus Vertheidigung der christlichen Sache gegen die Heiden.  Hermannschen Buchhandlung, Frankfurt am Main 1797.
- Das Brahmanische Religionsystem im Zusammenhange dargestellt und auf seinen Grundbegriffen erklärt, wie auch von den verschiedenen Ständen Indiens mit besonderer Rücksicht auf Fr. Paullini a S. Bartholomaeo Systema Brahmanicum. Hartnoch, Riga 1797.
- Grundriss einer Encyklopädie der Theologie oder christlichen Religionswissenschaft. Zwei Bände. 1800 u. 1801.